# Clerodendrum trichotomum
Clerodendrum trichotomum är en kransblommig växtart som beskrevs av Carl Peter Thunberg. Clerodendrum trichotomum ingår i släktet Clerodendrum och familjen kransblommiga växter.

## Underarter
Arten delas in i följande underarter:
- C. t. ferrugineum
- C. t. trichotomum

## Bildgalleri

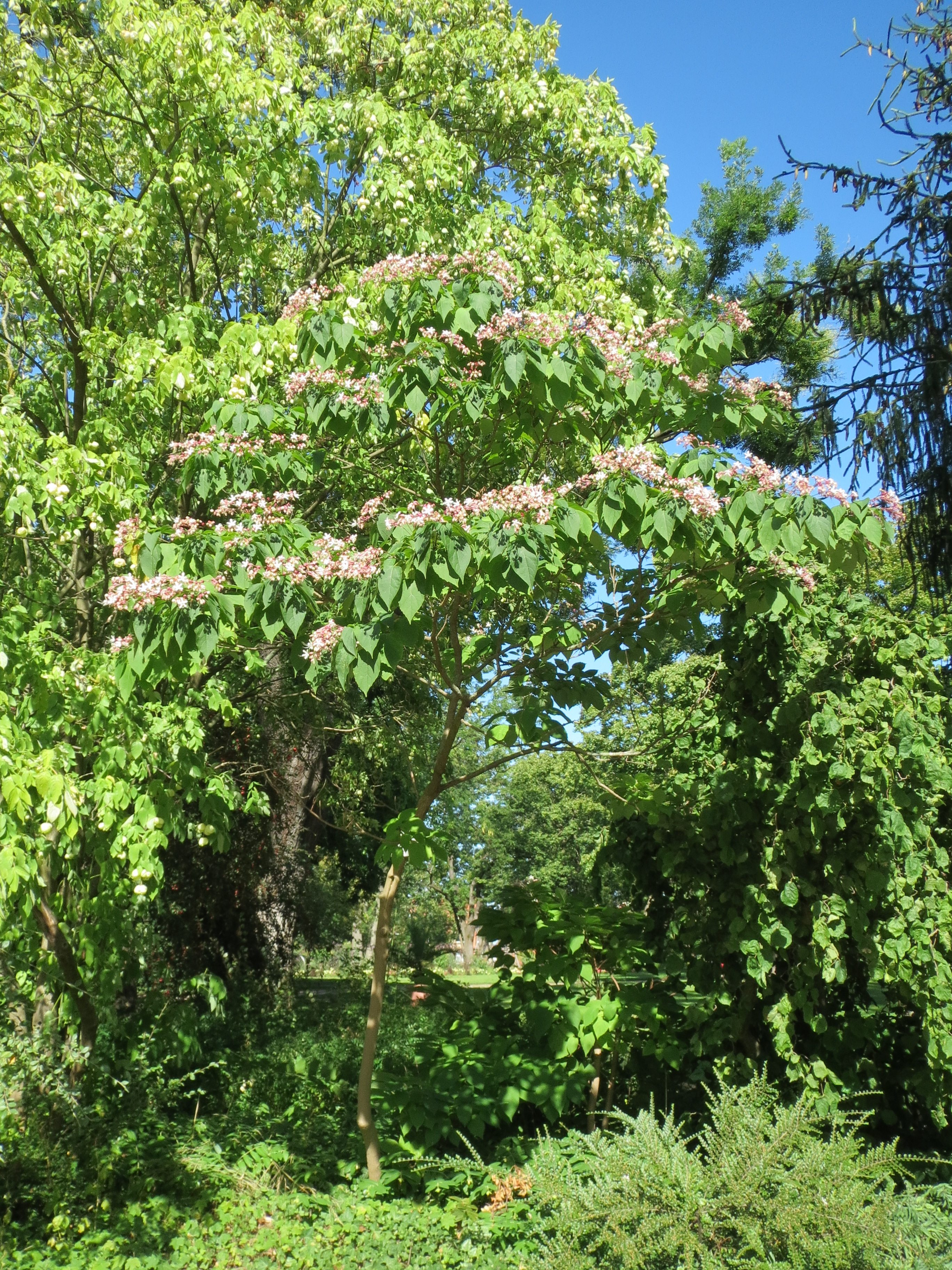
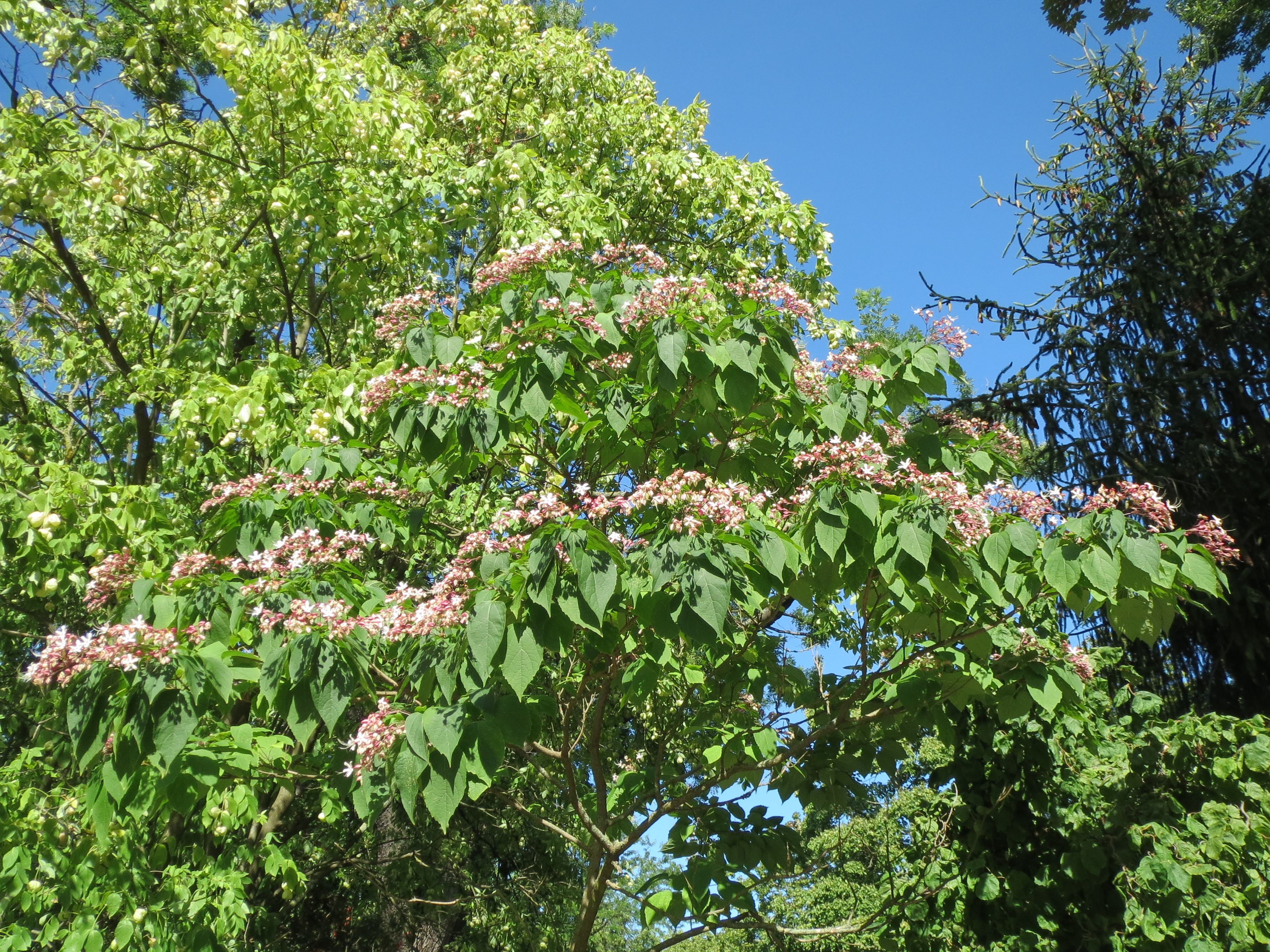
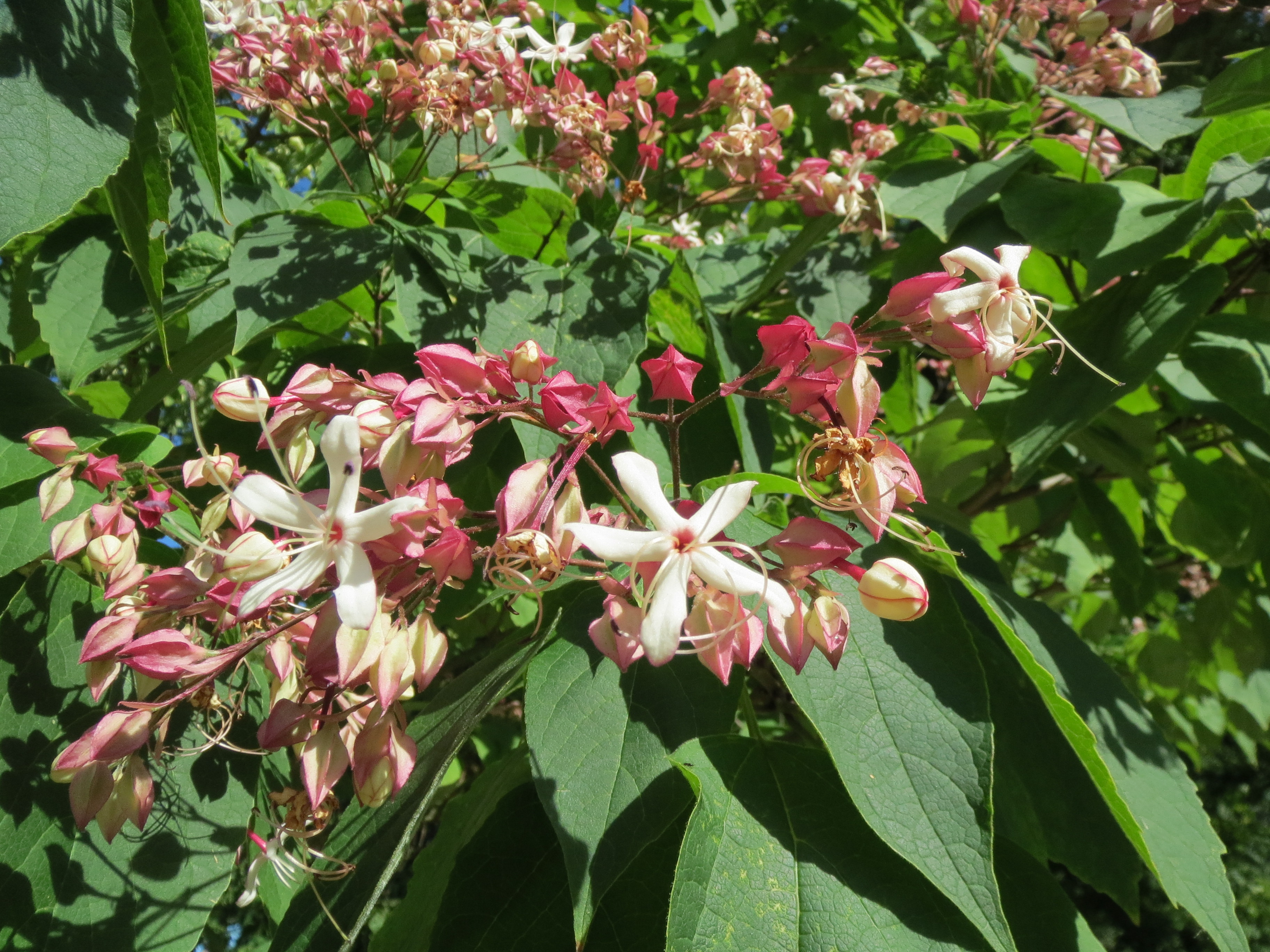
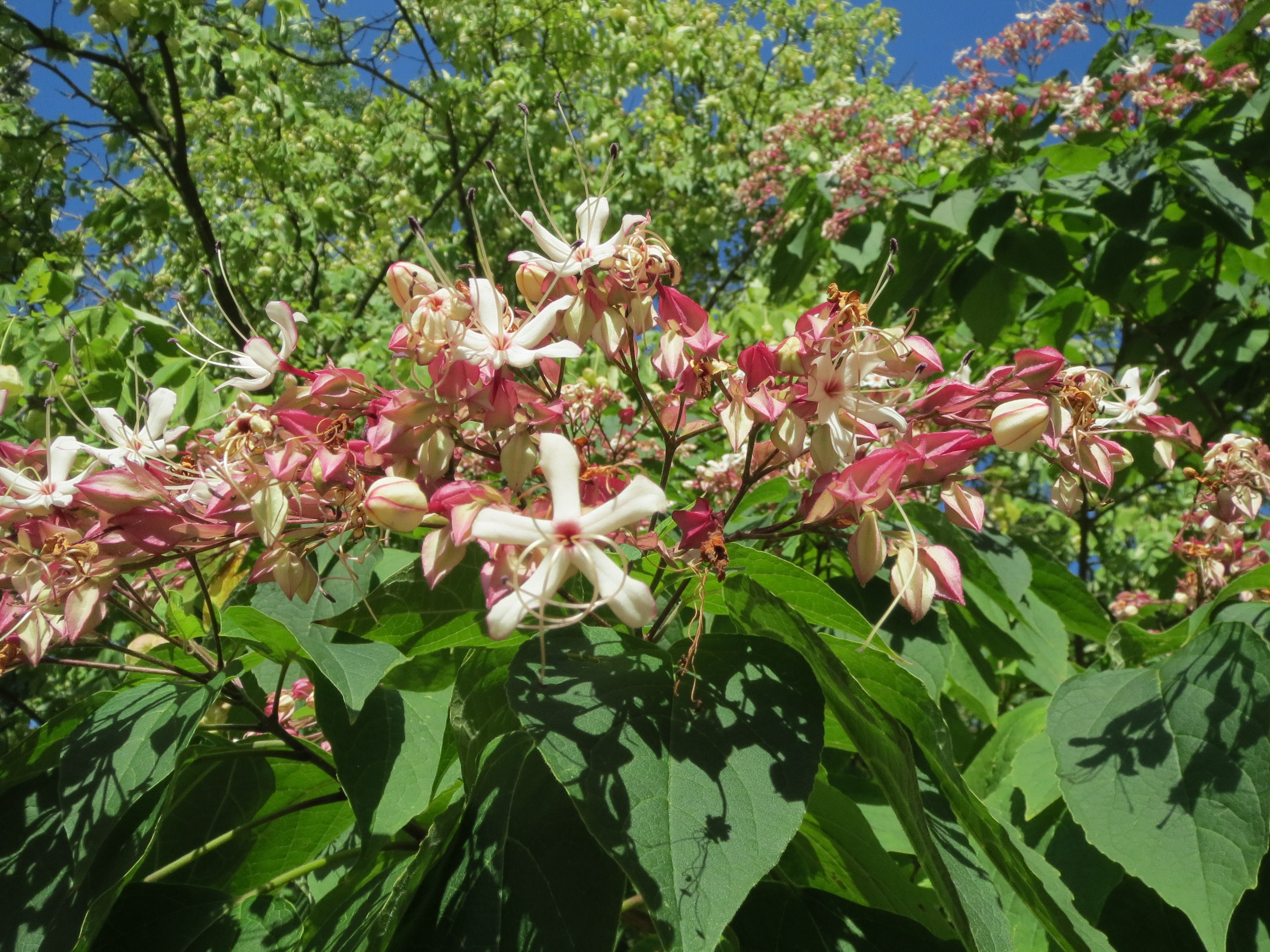
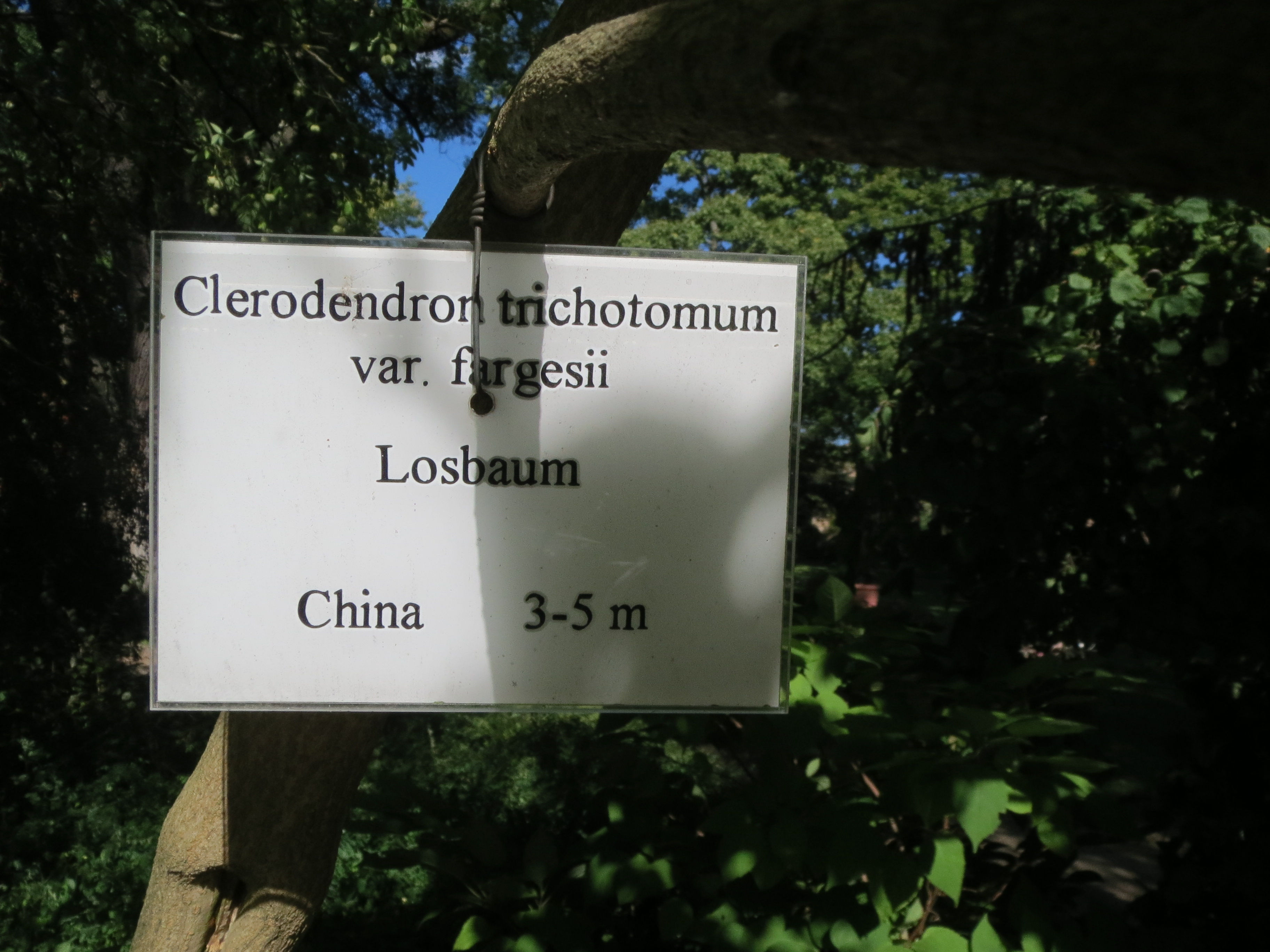
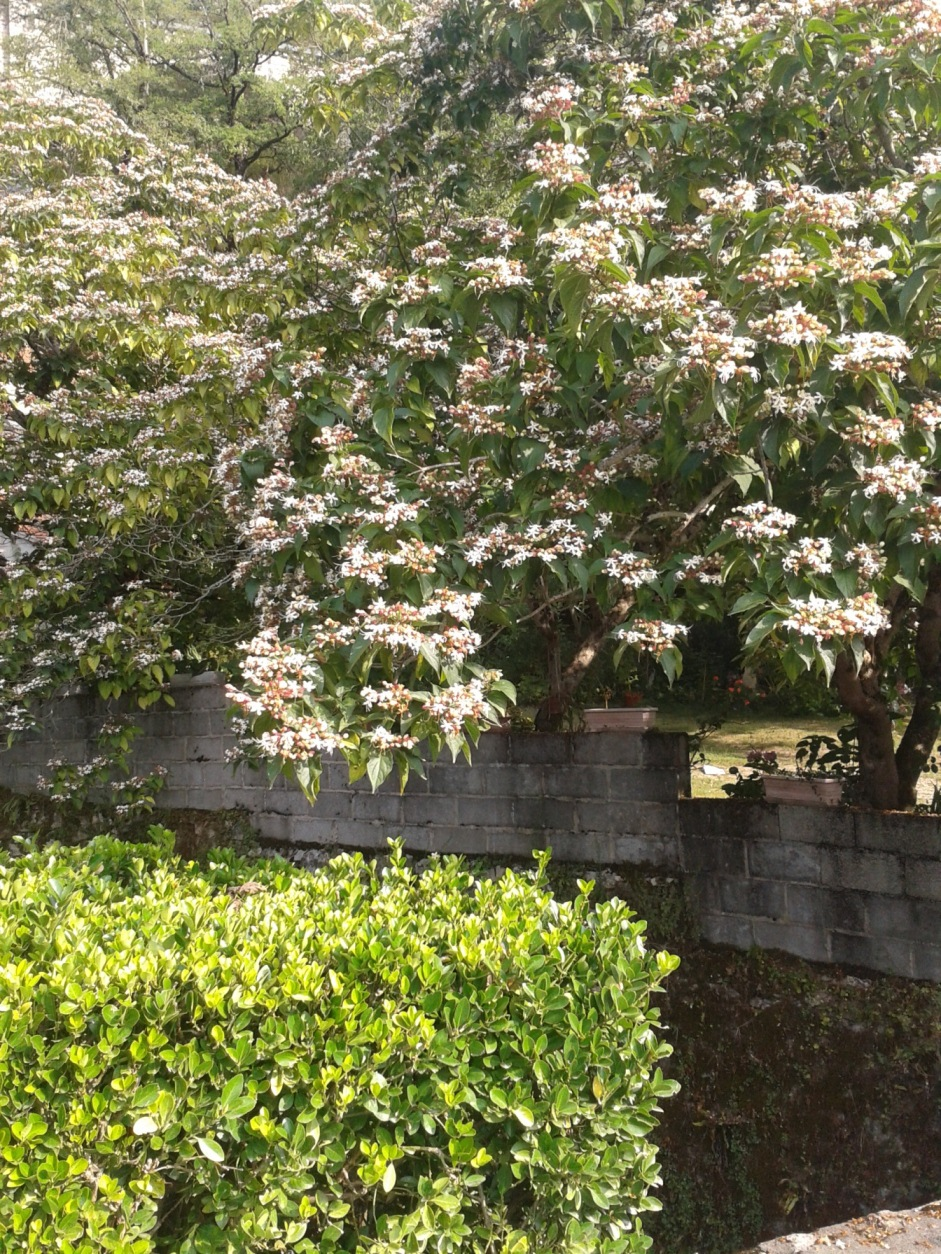